# Сеполия
Сепо́лия (греч. Σεπόλια) — район Афин, расположенный к северу от Омонии. Граничит также с Като-Патисией, Айос-Николаосом, Трис-Гефиресом и Колоносом.
Главная улица — Лиосион (Λεωφόρος Λιοσίων). Район обслуживает станция Афинского метрополитена «Сеполия». Сеполия также известна Афинским железнодорожным музеем.
Одноимённый населённый пункт был создан в 1845 году (ΦΕΚ 32Α) и упразднён в 1912 году (ΦΕΚ 262Α).